# Seigneurs de Berre
Pour les articles homonymes, voir Berre.
La famille de Berre, issue de la noblesse de Nice, était titulaire de la seigneurie éponyme de Berre-les-Alpes. Au fil du temps elle allait devenir une des puissantes familles du comté de Nice.
Les Berre ont possédé dans le comté de Nice, outre leur fief d'origine, la totalité ou une partie des fiefs suivants : Châteauneuf-de-Contes (aujourd'hui Châteauneuf-Villevieille), le Touët-de-l'Escarène, la Roquette-sur-Var, Contes, Tourettes, Ascros, Gilette, Falicon et Collongue.

## Historique
Après la dédition de Nice à la Savoie en 1388, les Berre se rallièrent à la maison de Savoie. Ce fut l'une des rares familles de la noblesse niçoise qui le fit, les autres préférant s'exiler sur la rive droite du Var. C'est la seconde famille du comté qui portera un titre nobiliaire, après le fief de Beuil, car le fief de Berre-les-Alpes sera érigé en baronnie le 7 février 1602, par lettres patentes du duc Charles-Emmanuel Ier de Savoie.
De 1399 à 1485, six seigneurs de Berre ont été consuls de Nice.
La famille de Berre a essaimé en plusieurs branches. Outre la branche des seigneurs de Berre proprement dite, qui s'éteint avec Joseph de Berre, ordonné prêtre en 1645, il existe trois autres branches :
- celle des seigneurs de Collongue, fief acheté par Rostaing de Berre vers 1380, et qui s’éteint en Provence à la fin du XVIIIe siècle ;
- celle des seigneurs de Châteauneuf et de Tourettes qui se transmet aux Dalaise, avec Honoré de Berre-Châteauneuf au début du XVIIe siècle par mariage de sa fille aînée Françoise de Berre (1677) avec Jean André Dalaise, seigneur de Mérindol et investi du titre de baron de Berre en 1706 ;
- celle des seigneurs de Gilette qui s'éteint avec Joseph de Berre-Gilette au XVIIe siècle.

## Généalogie des seigneurs de Berre
Cette généalogie est celle de la branche directe des Berre, établie par Jean Truchi, dans la revue Nice-Historique de 1899, page 268. Les dates correspondent à celle d'un acte qui cite un des seigneurs de Berre. Cette généalogie est complétée de celle de Françoise de Berre, héritière du dernier baron Jean-André de Berre.
- Bertrand et Isoard : 1240 (les deux premiers co-seigneurs connus)
- Bernard : 1257
- Raybaud : 1271
- Bertrand et Domicello : 1318 et 1333
- Geoffroi : 1349
- Rostaing : 1354 (acquéreur du fief de Collongue)
- Boniface et Gaspard : 1355
- Honoré : 1360
- Rostagno : 1386
- Jean : 1390
- Laurent : 1400
- François : 1406 (consul de Nice)
- Geoffroi, Melchior, Barthélemy et Honoré : 1421
- Jean et Philippe : 1424
- François : 1439
- Honoré : 1440
- Foulque : 1470 (consul de Nice)
- Ludovic : 1496
- Ludovic, Gaspard, Berton, Melchior : 1502
- Honoré : 1540
- Honoré : 1567
- Antoine et Claude : 1602 (le fief est érigé en baronnie grâce à la valeur militaire d'Antoine)
- Jean et Honoré : 1556
- Antoine
- Jean-André, baron qui aura deux filles et Joseph, prêtre : 1658 et 169
- Françoise de Berre épouse le chevalier Jean André Dalaise, seigneur de Mérindol en 1677
- Thérèse de Berre épouse le chevalier Cacciardi, officier du duc de Savoie
- Andrea Dalaise est investi du titre de baron de Berre en 1706
- César auguste Dalaise, colonel-baron, commandant la place forte de Nice : 1780
- Jean Baptiste Annibal Dalaise, capitaine-baron, commandant le port Lympia : 1790
- Annibal, Joseph Louis (1830), Louis Joseph (1860), Louis Raymond (1887)
- Louis, Marcel (1918)
- Jean, Pierre Louis (1948), Raymond (1952)